# Air Cargo Carriers
Air Cargo Carriers ist eine US-amerikanische Frachtfluggesellschaft mit Sitz in Milwaukee.

## Geschichte
Air Cargo Carriers wurde 1986 gegründet.

## Flotte

### Aktuelle Flotte
Die Flotte der Air Cargo Carriers besteht mit Stand Juli 2022 aus 32 Flugzeugen:
- 03 Cessna 208 Caravan
- 01 Short 330
- 28 Short 360

### Ehemalige Flugzeugtypen
Zuvor nutzte Air Cargo Carriers auch folgende Flugzeugtypen:
- Dassault Falcon 20
- Short Skyvan

## Zwischenfälle
Von 1986 bis Juni 2022 kam es bei Air Cargo Carriers zu fünf Totalschäden von Flugzeugen. Bei zwei davon kamen fünf Menschen ums Leben. Vollständige Liste:
- Am 16. Dezember 2004 wurde eine Short 360-300 der Air Cargo Carriers (Luftfahrzeugkennzeichen N748CC) bei einem missglückten Durchstartmanöver am Flugplatz von Oshawa (Ontario, Kanada) zerstört. Nach einem späten Aufsetzen auf der schneebedeckten Landebahn entschloss sich der Kapitän zum Durchstarten, nachdem er aber schon 5 bis 8 Sekunden lang den vollen Umkehrschub betätigt hatte. Die kurze verbleibende Bahnlänge reichte nicht für das Erreichen einer genügenden Geschwindigkeit aus, so dass die Maschine in einiger Entfernung vom Flugplatz wieder im Gelände aufschlug. Die beiden Piloten, die einzigen Insassen auf dem Frachtflug, überlebten den Unfall.[5]

- Am 5. Februar 2006 kollidierte eine Short 360-100 der Air Cargo Carriers (N3735W) nahe Watertown (Wisconsin) mit einer anderen Short 360 derselben Gesellschaft (N372AC), während die Piloten im Formationsflug gegenseitig Foto- und Videoaufnahmen machten. Während mit der anderen, ebenfalls beschädigten Short 360 (N372AC) eine Notlandung auf dem gemeinsamen Startflughafen Milwaukee-Mitchell (Wisconsin, USA) gelang, stürzte N3735W in ein Feld. Dabei wurden alle 3 Insassen, die beiden Besatzungsmitglieder und der einzige Passagier, getötet.[6]

- Am 18. Mai 2006 wurde eine Short 330-200 der Air Cargo Carriers (N937MA) auf dem Flughafen Myrtle Beach (South Carolina, USA) irreparabel beschädigt, als die Maschine mit eingefahrenem Fahrwerk eine Bauchlandung machte. Die beiden Piloten, die einzigen Insassen auf dem Frachtflug, überlebten den Unfall.[7]

- Am 17. Mai 2012 wurde eine Short 360-100 der Air Cargo Carriers (N617FB) beim Rollen auf dem Flughafen Houston (Texas, USA) durch absichtliches, exzessives Bremsen zerstört. Da die Maschine zunächst 27 Kilogramm schwerer als das maximal zulässige Startgewicht war, wollten die Piloten das Gewicht durch erhöhten Treibstoffverbrauch reduzieren, indem sie die Triebwerke mit erhöhtem Schub laufen ließen und gleichzeitig andauernd die Bremsen betätigten, um nicht zu schnell zu werden. Durch die Überhitzung der Bremsen ließen die thermischen Schmelzsicherungen den Druck aus den Reifen ab, so dass die platten Reifen beim Weiterrollen Feuer fingen. Durch die beim Brand entstandenen Strukturschäden wurde das Flugzeug irreparabel beschädigt. Die beiden Piloten, die einzigen Insassen auf dem Frachtflug, überlebten den Unfall.[8]

- Am 5. Mai 2017 verunglückte eine aus Louisville kommende Short 330-200 der Air Cargo Carriers (N334AC) bei der Landung auf dem Flughafen Charleston-Yeager (West Virginia, USA). Nach einem stark verkürzten Anflug mit bis zu 42° Schräglage schlug das Flugzeug sehr hart am linken Landebahnrand auf, wobei die linke Tragfläche abbrach und es in unebenes Gelände schleuderte. Vor allem der Kapitän, der ständig mit dem Kopiloten zusammen eingeteilt wurde, war schon mehrfach durch absichtliches Abweichen und Missachten von Sicherheitsvorschriften sowie mangelhafte Blindflug-Fähigkeiten aufgefallen. Die beiden Piloten, die einzigen Insassen, wurden getötet. Es war bereits der fünfte Totalverlust von Flugzeugen der Shorts-Familie bei dieser Fluggesellschaft, bei der auch das völlige Fehlen von Sicherheitsprogrammen festgestellt wurde.[9][10]